# Job Getcha
Job de Telmessos né Ihor Getcha le 31 janvier 1974 à Montréal, Canada, est un évêque orthodoxe, docteur en théologie et professeur à l'Institut d'études supérieures en théologie orthodoxe du Centre orthodoxe du Patriarcat œcuménique de Chambésy à Genève et à l'Institut catholique de Paris.
Le 2 novembre 2013, il est élu à la tête de l'Archevêché des églises orthodoxes russes en Europe occidentale (Exarchat du Patriarcat œcuménique), avec le titre d'Archevêque de Telmessos et d'Exarque du Patriarche œcuménique. Il devient alors recteur de l'Institut de théologie orthodoxe Saint-Serge. Le 28 novembre 2015, il quitte ces fonctions à la suite de sa nomination comme représentant du Patriarcat œcuménique de Constantinople auprès du Conseil œcuménique des Églises à Genève.

## Biographie

### Formation et ministère
Ihor Getcha naît au Canada de Vladimir Getcha, originaire de Galicie en Ukraine occidentale, de confession orthodoxe, et d'Hélène Despins, Canadienne québécoise originairement catholique. Il commence à servir au sanctuaire à l'âge de neuf ans, d'abord comme acolyte à la cathédrale orthodoxe ukrainienne Sainte-Sophie à Montréal, puis, de 1992 à 1998, comme sous-diacre aux côtés du métropolite Basile de Winnipeg, qui dirige alors le diocèse ukrainien du Patriarcat œcuménique au Canada. Après des études secondaires au Collège français de Montréal, il poursuit parallèlement des études de sciences religieuses à l'Université du Manitoba et de théologie au Collège Saint-André de Winnipeg. Il parle couramment le français, l'anglais, l'ukrainien, le russe et le grec, et connaît le grec ancien, le slavon, le latin et l'hébreu.
Le 28 septembre 1996, il prononce ses petits vœux monastiques (« riassophorat ») auprès du métropolite Basile, en la cathédrale Sainte-Sophie de Montréal. Il reçoit à cette occasion le nom de Job en l'honneur de saint Job de Potchaïev (fêté le 28 octobre). Le lendemain, il est ordonné hiérodiacre par le métropolite Basile, en la même cathédrale. Il étudie ensuite en France à l'Institut de théologie orthodoxe Saint-Serge à Paris, où il soutient un mémoire de maîtrise en théologie en 1998. Durant ces études, il sert comme diacre à l'église Saint-Serge, puis à la cathédrale Saint-Alexandre-Nevsky. Il accompagne souvent l'archevêque Serge d'Eucarpie (Serge Konovaloff) (ru) dans ses visites pastorales dans les paroisses de l'Archevêché des églises orthodoxes russes en Europe occidentale. Le 27 mai 1998, il reçoit la tonsure monastique du petit habit auprès de l'archimandrite Placide au monastère Saint-Antoine-le-Grand à Saint-Laurent-en-Royans.
Il est ordonné hiéromoine le 20 juin 2003 par l'archevêque Gabriel de Comane, en l'église Saint-Serge, à Paris. Il est alors affecté comme prêtre dans cette même paroisse. En 2003, il soutient une thèse de doctorat conjoint à l'Institut de théologie orthodoxe Saint-Serge et à l'Institut catholique de Paris, portant sur « La réforme liturgique du métropolite Cyprien de Kiev. L'introduction du typikon sabaïte dans l'office divin ». Élevé au rang d'archimandrite par l'archevêque Gabriel de Comane en 2004, le père Job devient membre du Conseil de l'Archevêché la même année et le demeurera jusqu'en 2008. De 2003 à 2006, il est membre du groupe de dialogue international catholique-orthodoxe Saint-Irénée.
Entre 2001 et 2009, le père Job enseigne l'histoire de l'Église, la théologie liturgique et les rubriques à l'Institut de théologie orthodoxe Saint-Serge. Il en devient le doyen en décembre 2005, fonction qu'il exercera jusqu'en décembre 2007,. Depuis 2003, il enseigne également la théologie liturgique à l'Institut supérieur de liturgie (ISL), à l'Institut supérieur d'études œcuméniques (ISEO) et au Cycle des études du doctorat (CED) de l'Institut catholique de Paris. Durant l'année universitaire 2004-2005, il est chargé de cours en théologie orthodoxe à la Faculté de théologie de l'Université de Fribourg.
En 2009, il est élu professeur de théologie liturgique et de théologie dogmatique à l'Institut d'études supérieures e théologie orthodoxe du Centre orthodoxe du Patriarcat œcuménique de Chambésy/Genève, où il enseigne jusqu'à présent. La même année, il enseigne le droit canon en qualité de professeur invité à la Faculté de droit de l'Université Pierre Mohyla de Kiev. En 2009, il est mis à la disposition du patriarche œcuménique Bartholomée Ier, qu'il accompagne et représente dans différentes rencontres internationales interorthodoxes, œcuméniques et interreligieuses. De 2006 à 2013 il est membre du Comité central du Conseil œcuménique des Églises.
À partir de décembre 2011, à son retour en France, il exerce son ministère pastoral à l'église de la Sainte-Trinité à Châlette-sur-Loing. En 2012, il devient professeur invité à la Faculté de théologie de l'Université de Fribourg (Suisse). En décembre 2012, il soutient sa thèse d'habilitation à diriger des recherches (HDR) dans le cadre du Département de théologie de l'Université de Lorraine, Plateforme de Metz.
Il participe régulièrement aux Semaines d'études liturgiques de l'Institut de théologie orthodoxe Saint-Serge, aux Conférences patristiques internationales de l'Université d'Oxford et aux Conférences internationales de la Commission théologique du Patriarcat de Moscou. Membre fondateur de la Société de liturgie orientale, il est également membre de la Société de philosophie religieuse de Kiev. Il collabore régulièrement aux revues La Maison Dieu, L'année canonique, Studia Patristica, SOP, et Contacts. Il collabore régulièrement aux revues œcuméniques Irénikon et Istina.

### Élévation au rang d'archevêque
Le 1er novembre 2013, le père Job est élu au premier tour à la tête de l'Archevêché des églises orthodoxes russes en Europe occidentale lors de l'assemblée diocésaine,. Le 2 novembre, le Saint-Synode du Patriarcat œcuménique procède à son élection canonique et l'élève au rang d'archevêque de Telmessos,,. Il est ordonné évêque le 30 novembre, lors de la liturgie célébrée en la cathédrale patriarcale Saint-Georges du Phanar, à Istanbul, sous la présidence du patriarche œcuménique Bartholomée Ier, entouré des membres du Saint-Synode. Il succède ainsi à l'archevêque Gabriel de Comane, qui avait démissionné pour raison de santé en janvier 2013.
L'intronisation de Mgr Job de Telmessos se déroule le 5 décembre 2013, en la cathédrale Saint-Alexandre-Nevsky de Paris, en présence du métropolite Emmanuel, président de l'Assemblée des évêques orthodoxes de France, qui représentait personnellement à cette occasion le patriarche Bartholomée Ier.
Le 28 novembre 2015 le Saint Synode du Patriarcat de Constantinople met fin à ses fonctions à la tête de l'Archevêché des églises orthodoxes russes en Europe occidentale en le nommant comme représentant permanent du Patriarcat auprès du Conseil œcuménique des Églises à Genève, fonction qu'il occupe depuis 2016. Ces nouvelles fonctions lui permettent d'être membre de la délégation du Patriarcat œcuménique au Saint et Grand Concile de l'Église orthodoxe qui s'est déroulé du 18 au 27 juin 2016 et membre du Secrétariat pan-orthodoxe du Concile. Membre de la Commission mixte internationale du dialogue catholique-orthodoxe depuis 2016, il intervient dans le cadre de l'émission Orthodoxie du 1er octobre 2023 ayant pour thème Chemin vers l'unité : Dialogue entre l'Église catholique et l'Église orthodoxe.

## Publications

### Ouvrages
- The Typikon Decoded. An Explanation of Byzantine Liturgical Practice. (traduit du français par P. Meyendorff), NY : SVS Press (Orthodox Liturgy Series), 2012,  (ISBN 978-0-881-41412-7).
- La réforme liturgique du métropolite Cyprien de Kiev., Éditions du Cerf (Collection « Patrimoines – Orthodoxie »), 2010,  (ISBN 978-2-204-09129-9).
- Le Typikon décrypté. Manuel de liturgie byzantine., Éditions du Cerf, (Collection « Liturgie » 18), 2009,  (ISBN 978-2-204-08901-2).
- Participants de la nature divine: La spiritualité orthodoxe à l'âge de la sécularisation (French Edition), Apostolia, 2020,  (ISBN 979-10-97454-84-5).
- La théologie sacramentaire byzantine : les sacrements chez Nicolas Cabasilas et Syméon de Thessalonique, préface de Marie-Hélène Congourdeau, Éditions Beauchesne, 2021,  (ISBN 978-2-70102-335-9)
- La Divine Liturgie : les cieux sur la terre, Paris, Salvator, 2024  (ISBN 978-2-7067-2747-4).

### Articles
- « Le patriarche dans la tradition des Églises orientales », Istina 58 (2013), p. 5-22.
- « Célébrer et vivre la liturgie dans un monde sécularisé », Irénikon 85 (2012), p. 25-45.
- « L'hymnographie mariale byzantine », Connaissance des Pères de l'Église 121 (2011), p. 42-61.
- « Jean Damascène, hymnographe », Connaissance des Pères de l'Église 118 (2010), p. 34-51.
- « La lettre encyclique patriarcale et synodale du siège de Constantinople de 1895 en réponse au concile Vatican I et au pape Léon XIII », Istina 54 (2009), p. 361-385.
- « La primauté du patriarche œcuménique dans l'Empire ottoman », Istina 54 (2009), p. 17-28.
- « Comment témoigner du Christ dans un monde qui ne croit pas ? », Irénikon 82 (2009), p. 33-52.
- « Les différents acteurs de la liturgie dans le rite byzantin », Célébrer 369 (2009), p. 22-25.
- « La figure du Précurseur dans la liturgie de l'Église orthodoxe », Contacts 218 (2007), p. 160-171
- « La fréquence de la célébration et de la communion eucharistique dans la tradition byzantine », La Maison-Dieu 242 (2005), p. 69-82.

### Traductions
- Evêque Kallistos (Ware), « L'éducation théologique selon l'Écriture et les Pères » (traduit de l'anglais), Buisson ardent. Cahiers Saint-Silouane l'Athonite 5 (1999), p. 73-81 [=Planète Saint-Serge 4 (1998), p. 3-11.]
- Patriarche œcuménique Bartholomée Ier, À la rencontre du Mystère. Comprendre le christianisme orthodoxe aujourd'hui. (traduit de l'anglais), Éditions du Cerf, 2011,  (ISBN 978-2-204-09515-0).

## Crédit d'auteurs
- Cet article est partiellement ou en totalité issu de la page « Archevêque Job de Telmessos » de Archevêché des églises orthodoxes russes en Europe occidentale, le texte ayant été placé par l’auteur ou le responsable de publication sous la licence Creative Commons paternité partage à l'identique ou une licence compatible.